# 불사조 기사단 단원 목록
다음은 불사조 기사단의 단원 목록이다.

## 목록

### 기디언 프루잇(Gideon Prewett)
한국에선 프레웨트라고 소개됐지만 표준 발음은 프루잇이다.
불사조 기사단 최초 단원 중 하나다. 자신과 자신의 동생인 페이비언 프루잇을 죽이러 온 죽음을 먹는 자 다섯 명과 싸우다 죽었다. 몰리 위즐리의 쌍둥이 오빠이다.

### 님파도라 통스(Nymphadora Tonks)
아버지 테드 통스가 머글 태생인 혼혈이다. 호그와트 역사상 가장 인기가 없는 교장인 피니어스 나이젤러스 블랙의 후손이다. 리무스 루핀과 결혼해 테드 루핀을 낳았다. 안드로메다 통스, 테드 통스의 딸이다. 또한 벨라트릭스 레스트랭, 나시사 말포이의 조카이자 드레이코 말포이의 이종사촌 누나이고 시리우스 블랙, 레귤러스 블랙, 스콜피어스 말포이의 오촌이며 아서 위즐리와 칠촌이고 위즐리 형제들의 팔촌이다. 몰리 위즐리와도 먼 친척뻘이다. 오러이다. 불사조 기사단원이며 명랑하다. 자신의 이름 님파도라를 싫어하여 성 통스로만 불리길 원한다. 변신 마법사다. 그 덕에 공부 한번 하지 않고 오러 훈련기간 동안 은신과 위장술 과목에서 최고 점수를 받았다. 하지만 행동이 무척 굼뜨고 덜렁거려서 잠복 잠행과 미행술 과목에서는 낙제할 뻔했다. 패트로누스는 늑대, 빗자루는 카미트 260이다. 1995년에 8월에 해리 포터를 더즐리네 집에서 데려온 전위대 중 하나다. 1997년에 리무스 루핀과 결혼하여 테드 루핀을 낳았다. 이듬해인 1998년에 호그와트 전투에서 죽었다.

### 도르카스 메도우즈(Dorcas Meadowes)
불사조 기사단 최초 단원 중 하나다. 볼드모트가 그녀를 직접 살해했다.

### 디덜러스 디글(Dedalus Diggle)
알버스 덤블도어, 엘피아스 도지와 함께 불사조 기사단을 창립했다.
보라색 중산모를 쓰고 다닌다.
해리 포터를 열렬히 지지한다. 해리 포터를 볼 때마다 감격에 겨워한다. 해리 포터가 호그와트에 다니기 어떤 가게에서 인사를 했고 리키 콜드런에서는 악수를 했다. 1995년 8월에 해리 포터를 더즐리네 집에서 데려온 전위대 중 하나다.

### 마를렌느 맥키논(Marlene McKinnon)
불사조 기사단의 최초 단원 중 하나다. 불사조 기사단의 사진을 찍고 2주일 후에 가족 전부가 몰살됐다.

### 먼던구스 플레처(Mundungus Pletcher)
불사조 기사단의 단원 중 하나다.
매우 무능하고 구제불능이다.
1995년 해리 포터가 디멘터한테 습격당할 때 불법 냄비를 주우러 다니는 일에만 집중했다.
시리우스 블랙이 살아있는 동안에도 심지어는 그가 죽은 후에도 그의 집에 있는 여러 가지 물건을 좀도둑하여 아즈카반에 붙잡힌다.
1997년에 불사조 기사단에게 7명의 해리 포터 작전에 대해 제안한다.
도주 후 다이애건 앨리에서 자신이 좀도둑한 물건을 팔다가 돌로레스 엄브릿지에게 발각되어 볼드모트의 호크룩스 중 하나인 슬리데린의 로켓을 넘겨줘 빠져나가고 집요정 크리처에게 잡혀온 후 해리포터 일행들에게 모든 걸 자백한다.

### 벤지 펜위크(Benjy Fenwick)
불사조 기사단 최초 단원 중 하나다. 볼드모트로부터 납치 당했고, 이후 시신의 일부만이 발견됐다.

### 스터지스 포드모어(Sturgis Podmore)
불사조 기사단 최초 단원 중 하나다. 1995년 8월에 해리 포터를 더즐리네 집에서 데려온 전위대 중 하나다.
턱은 네모낳고 머리카락은 짙은 밀짚 색깔이다. 래버넘 가든 2번지에 산다.
새벽 한 시에 마법부 경비 마법사인 에릭 먼치에게 체포되어 1995년 8월 31일에 마법부 무단 침입 및 강도 혐의로 위즌가모트에 소환되었고 아즈카반 6개월형을 선고받았다.

### 아라벨라 도린 피그(Arabella Figg)
스큅이다. 1995년에 알버스 덤블도어로부터 해리 포터를 지켜보라는 명령을 받았다. 1995년 8월 12일 해리 포터의 청문회에서 증인으로 참석했다.

### 에드가 본즈(Edgar Bones)
불사조 기사단 최초 단원 중 하나다. 아멜리아 본즈의 오빠이자 수잔 본즈의 큰아빠이다. 볼드모트 추종자들에게 아멜리아 본즈를 제외한 가족 전부와 함께 살해당했다.

### 아서 위즐리(Arthur Weasley)
셉티무스 위즐리와 세드렐라 블랙 사이의 아들으로, 몰리 위즐리의 남편이며, 론 위즐리 등의 아버지이다. 마법부에서 근무하며 불사조 기사단 활동으로 큰 공로를 세웠다.

### 에멀린 밴스(Emmeline Vance)
불사조 기사단 최초 단원 중 하나다. 1995년 8월에 해리 포터를 더즐리네 집에서 데려온 전위대 중 하나였다. 기품있다.

### 애버포스 덤블도어(Aberforth Dumbledore)
어머니 켄드라 덤블도어가 머글 태생인 혼혈이다. 켄드라 덤블도어, 퍼시발 덤블도어의 아들이자 알버스 덤블도어의 동생이며 아리애나 덤블도어의 오빠이다. 호그스미드의 술집인 호그스 해드의 주인이다. 불사조 기사단원이다. 키가 크다. 길고 질긴 철사 같은 희끗희끗한 머리카락과 수염이 있으며 안경을 끼고 있다. 지저분한 안경알 너머의 두 눈은 상대방을 꿰뚫어볼 듯이 새파랗게 빛난다.
패트로누스는 염소이다.
갤러트 그린델왈드와 결투를 벌이던 중 동생 아리애나 덤블도어가 누군가의 저주에 맞아 죽는 것을 목격했다. 염소에게 부적절한 마법을 걸었다는 죄목으로 위즌가모트에 의해 유죄 판결을 받은 적이 있다.
1998년에 말포이 저택에 갇혀있던 해리 포터가 시리우스의 거울을 통해 도움을 청하자, 집요정 도비를 보내 말포이 저택에 갇혀있던 사람들을 구출했다. 또한 호그스미드에서 잡힐 뻔한 론 위즐리, 해리 포터, 헤르미온느 그레인저를 호그스 해드에 숨겨주고 호그와트로 통하는 비밀 통로로 호그와트로 가게 해줬다.

### 앨러스터(매드-아이) 무디(Alaster (Mad-eye)Moody)
어둠의 마법사를 잡는 오러다. 아즈카반의 반 이상을 잡아넣은 기록이 있다. 불사조 기사단원이다.
얼굴엔 수많은 흉터가 있으며 왼쪽 눈은 상하전후좌우를 모두 볼 수 있는 마법의 눈이다. 코가 부러져 매부리코고 머리 숱이 적다. 별명은 매드아이이다.
1994년에 바르테미우스 크라우치 2세로부터 임페리우스 저주를 받아 9개월간 납치당했었다. 1997년에 17번째 생일인 7월 31일이 지나면 미성년자 보호 마법이 풀려 위험해지는 해리 포터를 안전한 곳으로 이동시키기 위해 폴리 주스 마법약을 마신 6명의 해리 포터와 진짜 해리 포터의 경호원들 중에서 진짜 해리 포터가 경호원 중 가장 강한 앨러스터 무디와 같이 갈 것이라고 생각한 볼드모트에게 살해당했다.

### 앨리스 롱바텀(Alice Longbottom)
프랭크 롱바텀의 아내이자 네빌 롱바텀의 어머니이다. 또한 한나 아보트의 시어머니이다. 불사조 기사단원이다.
1997년 10월 31일에 볼드모트의 명령으로 온 벨라트릭스 레스트랭에게 크루시아투스 저주를 받아 결국 미쳐서 남편 프랭크 롱바텀과 함께 성 뭉고 병원에 입원해있다. 아들 네빌 롱바텀이 찾아올 때마다 껌종이를 선물로 준다.

### 엘피아스 도지(Elphias Doge)
알버스 덤블도어와 학창시절부터 친구다. 위즌가모트의 특별 고문이다. 데달루스 디글, 알버스 덤블도어와 함께 불사조 기사단을 창립했다.
말할 때마다 쌕쌕하는 소리가 난다.
알버스 덤블도어가 죽은 후 "알버스 덤블도어를 기억하며"를 썼다. 1997년 8월 1일에 열린 빌 위즐리와 플뢰르 델라쿠르의 결혼식에 참석했다.

### 캐라독 디어본(Caradoc Dearborn)
불사조 기사단 최초 단원 중 하나다. 불사조 기사단 사진을 찍고 나서 2주 후에 실종되었는데 시신조차 발견되지 않았다.

### 킹슬리 샤클볼트(Kingsley Shacklebolt)
마법부 장관 경호원이었다. 불사조 기사단원이다. 임시 마법부 장관이었다.
해리 포터를 소중하게 지킨다. 키가 크다.
1995년 8월에 해리 포터를 더즐리네 집에서 데려온 전위대 중 하나다. 1997년에 17번째 생일인 7월 31일이 지나면 미성년자 보호 마법이 풀려 위험해지는 해리 포터를 안전한 곳으로 이동시키기 위해 폴리 주스 마법약을 마신 6명의 해리 포터 중 헤르미온느 그레인저를 경호했다.

### 프랭크 롱바텀(Frank Longbottom)
앨리스 롱바텀의 남편이자 네빌 롱바텀의 아버지이다. 또한 한나 아보트의 시아버지이다.
1997년 10월 31일에 볼드모트의 명령으로 온 벨라트릭스 레스트랭에게 크루시아투스 저주를 받아 결국 미쳐서 아내 앨리스 롱바텀과 함께 성 뭉고 병원에 입원해있다.

### 플뢰르 이자벨 델라쿠르(Fleur Isabelle Delacour)
벨라의 후손이다. 빌 위즐리의 아내이자 몽쉐르 델라쿠르, 아폴린 델라쿠르의 딸이며 가브리엘 델라쿠르의 언니이다. 프랑스 보바통 학교 학생이었다. 불사조 기사단원이다.
눈은 크며 눈동자색은 진한 파란색이다. 긴 은발머리가 허리까지 내려온다. 치아는 하얗고 가지런하다.
17살이던 1994년에, 1994년부터 1995년에 호그와트에서 열린 트리위저드 시합에서 보바통의 대표로 나갔었다. 이 시합에서 해리가 자신의 여동생을 구해준 이후 해리에게 항상 고마워한다. 졸업 후 그린고트 이집트 지사에서 시간제로 일한다. 그곳에서 빌 위즐리를 만났고 1년 뒤 약혼했다. 1997년 8월 1일에 버로우에서 결혼했다.
빌 위즐리와 결혼하여 딸 빅투아르 위즐리, 도미니크 위즐리, 아들 루이스 위즐리의 어머니가 되었다.

### 헤스티아 존스(Hestia Jones)
불사조 기사단 최초 단원 중 하나다. 1995년 8월에 해리 포터를 더즐리네 집에서 데려온 전위대 중 하나다.